# Réjean Lefebvre
Pour les articles homonymes, voir Lefebvre.
Réjean Lefebvre, né le 1er juin 1943, est un homme d'affaires (restaurateur et commerçant) et homme politique québécois (Canada) né à Saint-Adelphe. 

## Biographie
Il a été député du Bloc québécois pour la circonscription électorale de Champlain à la Chambre des communes du Canada d'octobre 1993 à janvier 1999. Il a aussi été maire de Saint-Adelphe (1977 et 1985-1993).
Réjean Lefebvre a été élu une première fois lors de l'élection de 1993, puis réélu à celle de 1997. Il a cependant quitté le caucus du Bloc québécois le 4 janvier 1999 à la suite de sa troisième condamnation pour alcool au volant. Il a alors siégé comme indépendant et ne s'est pas représenté à l'élection de 2000.
Il a été déclaré coupable d'agressions sexuelles sur quatre victimes, notamment sur ses petites filles.